# Huzestan
Huzestan (perz. خوزستان; Hūzestān, punim imenom استان خوزستان; Ostān-e Hūzestān) je jedna od 31 iranske pokrajine. Smještena je u jugozapadnom dijelu zemlje, a omeđena je Ilamskom pokrajinom na sjeverozapadu, Luristanom i Isfahanskom pokrajinom na sjeveru, Čahar-Mahal i Bahtijarijem odnosno Kuhgilujom i Bojer-Ahmadom na istoku, Bušeherskom pokrajinom i Perzijskim zaljevom na jugu, te suverenom državom Irak na zapadu. Huzestan ima površinu od 64.057 km², a prema popisu stanovništva iz 2006. godine u pokrajini je živjelo 4,274.979 stanovnika. Sjedište pokrajine smješteno je u gradu Ahvazu.

## Okruzi
- Abadanski okrug
- Agadžarijski okrug
- Ahvaški okrug
- Andički okrug
- Andimeškanski okrug
- Bagmalečki okrug
- Bavijski okrug
- Behbahanski okrug
- Dašt-e Azadeganski okrug
- Dezfulski okrug
- Gotvandski okrug
- Haftgelski okrug
- Hamidijski okrug
- Hendidžanski okrug
- Hovejški okrug
- Horamšaherski okrug
- Iški okrug
- Karunski okrug
- Lalijski okrug
- Mahšaherski okrug
- Masdžid-Sulejmanski okrug
- Omidijski okrug
- Ramhormuški okrug
- Ramširski okrug
- Šadeganski okrug
- Šuški okrug
- Šuštarski okrug

## Vanjske poveznice
- (perz.) Službene stranice Huzestana

Ostali projekti
|  | Zajednički poslužitelj ima još gradiva o temi Huzestan |